# Julián de Toledo
Julián de Toledo (Toledo, c. 642 - Toledo, 6 de marzo de 690) fue un arzobispo, teólogo, poeta e historiador de la Hispania visigoda. Es considerado santo por la Iglesia católica. Tuvo un papel destacado en la sociedad y en la Iglesia católica visigoda, solo comparable al de san Isidoro de Sevilla.
Nacido en el seno de una familia judía que ya se había convertido cuando él nació, estudió en la escuela episcopal de Toledo y fue discípulo de San Eugenio II de Toledo,Fue educado en la escuela de la catedral de Toledo por san Eugenio de Toledo. Julián es el escritor más prolífico de la escuela toledana y uno de los más importantes de temática religiosa. También realizó estudios teológicos con un depurado estilo literario muy superior al de su tiempo.
En el plano político, Julián defendió al rey Wamba en su escrito Historia del rey Wamba, que narra la unción real de este en 672 y la rebelión de la Narbonense al año siguiente. También era cercano al rey Ervigio, al que dedicó dos de sus obras. Ervigio sucedió a Wamba en 680, tras su deposición motivada por la penitencia que había recibido siendo inconsciente. El papel exacto de Julián en esta ocasión no está claro, pero la participación en lo que aparenta ser un golpe de Estado del obispo de Toledo, responsable del sacramento de la penitencia como de la unción real, queda bastante evidente.

## Biografía
Las fuentes principales sobre su vida son las actas conciliares de época visigótica, la llamada Chronica Muzarabica anno 754 y la biografía elaborada por su sucesor, el llamado Félix de Toledo o de Sevilla (693-c. 702), la Vita sancti Iuliani, escrita en los últimos años del siglo VII. Julián recibió el bautismo en la principal iglesia de Toledo y se educó en su escuela catedralicia bajo el entonces obispo Eugenio II, reconocido poeta en latín; tuvo por compañero al diácono Gudila. Unidos por los gustos comunes tanto como por el afecto, estos amigos se retiraron para consagrarse a la oración y al estudio y su celo apostólico les hizo volver al mundo para intentar la conversión de los pecadores. Al no poder realizar su deseo de consagrarse a la vida monástica, Julián profundizó en el estado clerical sus conocimientos bíblicos, teológicos, filosóficos, históricos y poéticos y así fue ordenado diácono hacia 669-670, y hacia 674-675 presbítero. Sus amplios conocimientos de patrística latina y en especial griega, algo poco usual en Occidente, le valieron tal prestigio que el rey Wamba (672-680) lo nombró sucesor del obispo Quirico de Toledo (667-680) el 29 de enero de 680, esto es, obispo metropolitano de Toledo.
Ejerció durante una década su ministerio siguiendo el ejemplo de los grandes obispos Ildefonso de Toledo e Isidoro de Sevilla. Durante su gobierno diocesano aumentó notablemente el patrimonio de la biblioteca episcopal. Asistió a varios concilios de Toledo, concretamente el duodécimo en 681, el decimotercero en 683, el decimocuarto en 684 y el decimoquinto en 688, presidiendo los tres últimos y pronunciándose sin miedo en su Apologético sobre algunas conclusiones inaceptables que el Papa había asumido sobre la herejía monotelita una vez celebrado en 680 el concilio de Constantinopla. El XII Concilio de Toledo dio por válida la polémica penitencia administrada al rey Wamba y la unción del nuevo rey Ervigio. En el XV Concilio tuvo un papel destacado, ya que se confirmó la posición teológica de Julián sobre las dos voluntades de Cristo, tema al que se dedicaron 17 cánones. También obtuvo para su sede la primacía sobre todas las diócesis españolas. Por eso se le da el título de arzobispo de Toledo, aunque el término no se empleaba generalmente en aquella época.
Julián de Toledo fue escritor muy fecundo, aunque poco de ello se haya conservado; según José Luis Moralejo, su obra teológica posee "una cierta tendencia profética y esotérica". Entre sus obras se cuenta un estudio del rito hispánico, que es la forma en que se celebraba la liturgia en territorio hispano antes del uso del rito romano, un libro contra los judíos y los tres volúmenes de los "Pronósticos", que tratan de las cuatro Postrimerías. El santo sostiene en esta obra que el amor y el deseo de ir a reunirse con Dios bastan para acabar con el temor natural a la muerte. También afirma que los bienaventurados piden por nosotros en el cielo, que desean nuestra felicidad y que ven nuestras acciones, ya sea en la misma esencia de Dios o por ministerio de los ángeles, que son los mensajeros de Dios en la tierra.
Según su hagiógrafo y sucesor, Félix de Toledo, Julián murió el 6 de marzo de 690, a la edad de 58 años. Sus restos fueron depositados en la Iglesia de Santa Leocadia, aunque fueron trasladados durante las persecuciones de Abderramán I a las cercanías de Oviedo, dando nombre a San Julián de los Prados.
La Archidiócesis de Toledo celebra su Fiesta el día 29 de enero, ya que ese día fue su toma de posesión de la sede toledana en el año 680. En el Martirologio Romano su festividad viene señalada a día 6 de marzo.

## Obras
Su figura en la historia de la teología viene recordada sobre todo por la celebración de cuatro importantes concilios de la iglesia española —XII a XV Concilios de Toledo—, además de su producción teológica, particularmente en materia escatológica. Durante su obispado mantuvo una polémica vibrada contra los teólogos de la Curia romana, que vieron algunas ambigüedades en la formulación de algunas tesis de su refinada Cristología. Para defenderse de estas acusaciones compuso dos obras que traen el mismo título, Apologeticum, en que con inteligencia y una dosis notable del sarcasmo, se defendió de los ataques de los teólogos romanos, sin poner nunca en discusión la Santa Sede y su primado. El XIV y el XV Concilios de Toledo, como adherencia total a su Obispo Primado, integraron el primero y el segundo Apologeticum en sus documentos oficiales.
Julián no solo fue un acreditado reformador de la liturgia, sino también autor de textos litúrgicos de gran provecho para la Iglesia toledana. Según su hagiógrafo, las 17 obras de Julián son de carácter dogmático, bíblico, teológico, litúrgico, histórico y probablemente haya incursionado también en gramática. Su obra más importante fue escrita en el 688, dos años antes de su muerte: conocido como el primer tratado sistemático de escatología cristiana, el Prognosticum futuri saeculi es dividido en tres libros, el primero dedicado a la muerte, el segundo al estado de las almas antes de la parusía final de Cristo y el tercero a la resurrección de los muertos. En dicha obra, que hace de Julián el verdadero padre de la escatología cristiana sistemática, hay dos fuentes, la bíblica y la patrística.
La exégesis bíblica es fuertemente marcada por el sentido literal, y es acompañada con los escritos patrísticos, sea latinos que griegos, considerados por el patrimonio y fuente de la teología, y con la adición de argumentaciones racionales. Es muy probable que la obra fuese redactada con el fin de formar al clero toledano. Gracias a su brevedad y solidez doctrinal el Prognosticum fue muy apreciado y tuvo una gran difusión en la Europa alto-medieval —se cuentan alrededor de 1500-2000 los manuscritos provenientes de las bibliotecas de los monasterios y escuelas medievales desde el s. IX hasta el s. XII—ejercitando una notable influencia en la teología Carolingia y en el primer período de la teología escolástica, sobre todo, en las Sentencias de Pedro Lombardo (Distinctiones XXI, cc. 1-5 y XLIII - L), texto fundamental en la teología medieval, comentado, además por los más grandes maestros de las Universidades del siglo XIII. En cuanto a los Antikeimenon libri II es un intento de resolver las contradicciones halladas en los textos de las Sagradas Escrituras. También fue el autor, en cuanto a la liturgia, de una revisión del Liber Missarum visigótico y también del Liber Orationum, el oficio local de Toledo.
La obra de Julián de Toledo, como así también su nombre son citados frecuentemente por el Magister Sententiarum. El aporte más importante del Prognosticum es la diferencia estructural de una doble fase escatológica: la fase intermedia o escatología de las almas y la fase final, o escatología colectiva de los eventos escatológicos finales. Tal original diferencia metodológica y epistemológica planteada por Julián de Toledo llegará a través de la escolástica medieval y los textos magisteriales de la Iglesia católica a influir, no sin confrontaciones ásperas y contestaciones, en la doctrina escatológica del Concilio Vaticano II, en los documentos magisteriales contemporáneos e inclusive en el Catecismo de la Iglesia católica.
Obras auténticas
- Historia Wambae regis. Se trata de un relato de la sublevación del conde Paulo en la Septimania contra Wamba, más notable por las huellas clásicas de Salustio y Lucano que muestra que por su exactitud histórica.
- Apologeticum fidei; solo se conserva un resumen en los cánones 8-10 del XIV Concilio de Toledo, dirigido al papa León II (682-683), y en el que su autor exponía la posición de la Iglesia hispana en las cuestiones de fe debatidas en el Concilio Ecuménico de Constantinopla (680-681).
- De comprobatione sextae aetatis aduersus iudaeos (686), dedicado a Ervigio, tratado de polémica antijudía.
- Apologeticum de tribus capitulis (686), conservado, aunque parcialmente, en las actas del XV Concilio de Toledo, dirigido al papa Benedicto II (683-685) en defensa de la ortodoxia de la postura de la Iglesia visigoda.
- Fragmenta II apud Aluarum Cordubensem
- Antikeimenon libri II (c. 686) dedicado a Ervigio; es un tratado de exégesis bíblica en relación con la política antijudía del rey.
- Elogium beati Ildephonsi o Vida de San Ildelfonso.
- Prognosticorun futuri saeculi libri III, de hacia 688, dedicados a Idalio de Barcelona (c. 666- c. 689), tratado teológico sobre el más allá y la resurrección de los muertos.
- Versus ad Modoenum, poema polimétrico en que su autor se refiere a sí mismo como “Iulianus seruorum Domini seruus”.

Obras dudosas
- Ars Grammatica
- Tractatus de partibus orationis
- De Trinitatis diuinitatis quaestionibus
- Utrum animae de humanis corporibus exeuntes mox deducantur ad gloriam uel ad poenam

Obras Perdidas
- Libri responsionum II, doctrinal
- Libellus de remediis blasphemiae cum epistola ad Adrianum abbatem, doctrinal, ha sido identificada recientemente
- Excerpta de libris s. Augustini contra Iulianum haereticum directis, doctrinal
- Liber sermonum, obra litúrgica
- Liber missarum, obra litúrgica
- Liber orationum, obra litúrgica
- Liber sententiarum
- Libellus de diuinis iudiciis
- Liber epistolarum, recopilación de sus cartas
- Liber carminum diuersorum, compilación de poemas que incluía al menos himnos, epitafios y epigramas.

Félix enumera hasta 17 obras, sin contar las epístolas y oraciones anexas a algunas de ellas. Y el catálogo no es completo. Algunas fueron escritas antes de su elevación a la sede toledana (Historia de Wamba), pero su actividad literaria se desarrolló sobre todo durante su pontificado toledano.
Cabe destacar que más de la mitad de sus obras se han perdido, y algunas (Versus ad Modoenum) permanecen hoy en día inéditas.

## Ediciones

### Completas
- Francisco de Lorenzana (ed.), SS. PP. Toletanorum quotquot extant opera nunc primum simul edita, vol. II, Madrid, Joaquín Ibarra, 1785 (ed. facs., Toledo, Diputación Provincial, 1972)
- Jacques Paul Migne (ed.) Patrología Latina, 96, cols. 595-704. Reproduce la ed. de Lorenzana.
- VV. AA., Sancti Iuliani Toletanae sedis episcopi opera, Turnhout, Brepols, 1976 (Corpus Christianorum Series Latina, 115)

### Obras sueltas
- "Antikeimenon, hoc est contrapositorum sive contrariorum in speciem utriusque Testamenti locorum. Libri duo", En: Lorenzana, F. Collectio SS. Patrum Ecclesiae Toletanae. Madrid: Ibarra, 1782-1793, Vol. II, p. 139-265; en: Migne, J. P. (Patrología latina) Patrologia... Bibliotheca universalis... omnium sanctorum Patrum... París, 1844-1864,vol. 96, coIs. 586-706.
- "Appendix operum suppositorum Sancto Iuliano". En: Lorenzana, F. Collectio SS. Patrum Ecclesiae Toletanae. Madrid: Ibarra, 1782-1793, Vol. II, p. 387-390, obra apócrifa.
- "Chronica regum wisigotthorum". En: Lorenzana, F. Collectio SS. Patrum Ecclesiae Toletanae. Madrid: Ibarra, 1782-1793,Vol. II, p. 385 y s., obra apócrifa; en: Migne, J. P. (Patrología latina) Patrologia... Bibliotheca universalis... omnium sanctorum Patrum... París, 1844-1864, vol. 96, cols. 809-816.
- "De comprobatione aetatis sextae. Libri tres". Precedida de una "Oratio ad Deum ante libros de comprobatione sextae aetatis" y de una "Epistola ad Ervigium regem in libris de comprobatione". En: Lorenzana, F. Collectio SS. Patrum Ecclesiae Toletanae. Madrid: Ibarra, 1782-1793,Vol. II, p. 88-139; en: Migne, J. P. (Patrología latina) Patrologia... Bibliotheca universalis... omnium sanctorum Patrum... París, 1844-1864, vol. 96, cols. 537-586.
- "De remediis blasphemiae cum epistola ad Adrianum abbatem". En: Migne, J. P. (Patrología latina) Patrologia... Bibliotheca universalis... omnium sanctorum Patrum... París, 1844-1864,Vol. 96, cols. 1379-1386, de dudosa identificación.
- "De tribus capitulis. Liber Apologeticus". En: Lorenzana, F. Collectio SS. Patrum Ecclesiae Toletanae. Madrid: Ibarra, 1782-1793, vol. II, p. 77-87; en: Migne, J. P. (Patrología latina) Patrologia... Bibliotheca universalis... omnium sanctorum Patrum... París, 1844-1864, vol. 96, cols. 525-536.
- Excerpta de libris S. Augustini. Obra perdida.
- "Historia rebelionis Pauli adversus Wambam Gothorum regem". En Flórez, Enrique, España Sagrada. Madrid, por varios impresores, 1747-1879, vol. VI, p. 529-563; en: Lorenzana, F. Collectio SS. Patrum Ecclesiae Toletanae. Madrid: Ibarra, 1782-1793, vol. II, p. 327-383; y en: Migne, J. P. (Patrología latina) Patrologia... Bibliotheca universalis... omnium sanctorum Patrum... París, 1844-1864, vol. 96, cols. 759-808.
- "Idalii Barcinonensis epistolae duae". En: Lorenzana, F. Collectio SS. Patrum Ecclesiae Toletanae. Madrid: Ibarra, 1782-1793, vol. II, p. 3-10., obra apócrifa; en: Migne, J. P. (Patrología latina) Patrologia... Bibliotheca universalis... omnium sanctorum Patrum... París, 1844-1864, vol. 96, cols. 815-818.
- Libellus de divinis judiciis. Obra perdida.
- "Liber Apologeticus". Véase: García Villada, Z. Historia eclesiástica de España. Madrid: Compañía Iberoamericana de Publicaciones, 1929-1936, vol. II, cap. 1, p. 333 y s., de dudosa identificación.
- Liber carminum diversorum. Obra perdida.
- Liber missarum. Obra perdida.
- Liber sermonum. Obra perdida.
- "Orationes a S. Iuliano compositae, quaequae in Missali Mozarabico reperiuntur". En: Lorenzana, F. Collectio SS. Patrum Ecclesiae Toletanae. Madrid: Ibarra, 1782-1793, vol. II, p. 326 y s., de dudosa identificación.
- "Prognosticon futuri saeculi. Libri tres". En: Lorenzana, F. Collectio SS. Patrum Ecclesiae Toletanae. Madrid: Ibarra, 1782-1793, vol. II, p. 3-76; en: Migne, J. P. (Patrología latina) Patrologia... Bibliotheca universalis... omnium sanctorum Patrum... París, 1844-1864, vol. 96, cols. 453-524.
- "Sancti Hildefonsi vita". En: Lorenzana, F. Collectio SS. Patrum Ecclesiae Toletanae. Madrid: Ibarra, 1782-1793, vol. II, p. 322-325; en: Migne, J. P. (Patrología latina) Patrologia... Bibliotheca universalis... omnium sanctorum Patrum... París, 1844-1864, vol. 96, coIs. 757-760.
- María A. H. Maestre Yenes (ed.), “Ars Iuliani toletani episcopi”. Una gramática latina de la España visigoda. Estudios y edición crítica, Toledo, Instituto Provincial de Investigaciones y Estudios Toledanos, 1973
- Luigi Munzi (ed.), “Il De partibus orationis di Giuliano di Toledo”, en Annali dell’Istituto Orientale di Napoli (Sez. filologico-letteraria), 2-3 (1980-1981), págs. 153-228.